# 菲利普·查普曼
菲利普·肯尼恩·查普曼（Philip Kenyon Chapman，1935年3月5日—2021年4月5日）是第一位澳大利亞出身的美国国家航空航天局宇航员。